# Cubocephalus lapponicus
Cubocephalus lapponicus là một loài tò vò trong họ Ichneumonidae.